# Gannes
Gannes ist eine französische Gemeinde mit 356 Einwohnern (Stand: 1. Januar 2022) im Département Oise in der Region Hauts-de-France (vor 2016 Picardie). Sie gehört zum Arrondissement Clermont, zur Communauté de communes du Plateau Picard und zum Kanton Saint-Just-en-Chaussée. Die Einwohner werden Gannois genannt.

## Geographie
Die Gemeinde Gannes liegt etwa 35 Kilometer nordöstlich von Beauvais. Umgeben wird Gannes von den Nachbargemeinden La Hérelle im Norden, Sains-Morainvillers im Nordosten und Osten, Brunvillers-la-Motte im Südosten, Quinquempoix im Süden, Ansauvillers im Westen sowie Mory-Montcrux im Nordwesten. Zu Gannes gehört der Ortsteil Tournay mit einem Haltepunkt an der Bahnlinie von Amiens nach Creil. Im Nordwesten der Gemeinde Gannes werden zwei der zwölf Windkraftanlagen eines interkommunalen Windparks betrieben.

## Einwohner
| Jahr                       | 1962 | 1968 | 1975 | 1982 | 1990 | 1999 | 2006 | 2013 | 2021 |
| -------------------------- | ---- | ---- | ---- | ---- | ---- | ---- | ---- | ---- | ---- |
| Einwohner                  | 320  | 307  | 289  | 281  | 296  | 320  | 323  | 359  | 346  |
| Quellen: Cassini und INSEE |      |      |      |      |      |      |      |      |      |

## Sehenswürdigkeiten
- Kirche Saint-Denis aus dem 16. Jahrhundert (siehe auch: Liste der Monuments historiques in Gannes)
- Kapelle Notre-Dame-de-Bon-Secours
- Schloss Gannes
- Wasserturm

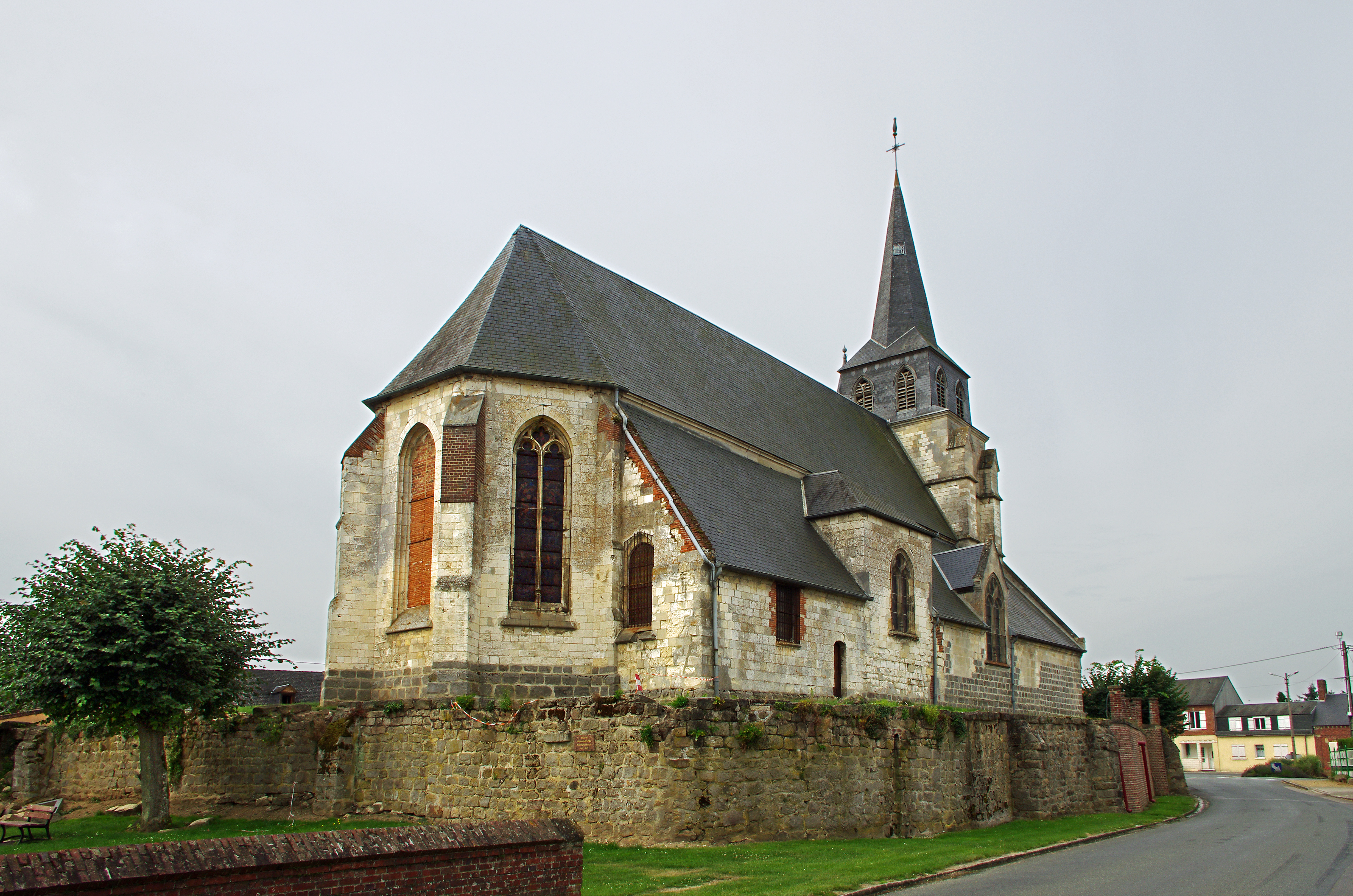
Kirche Saint-Denis
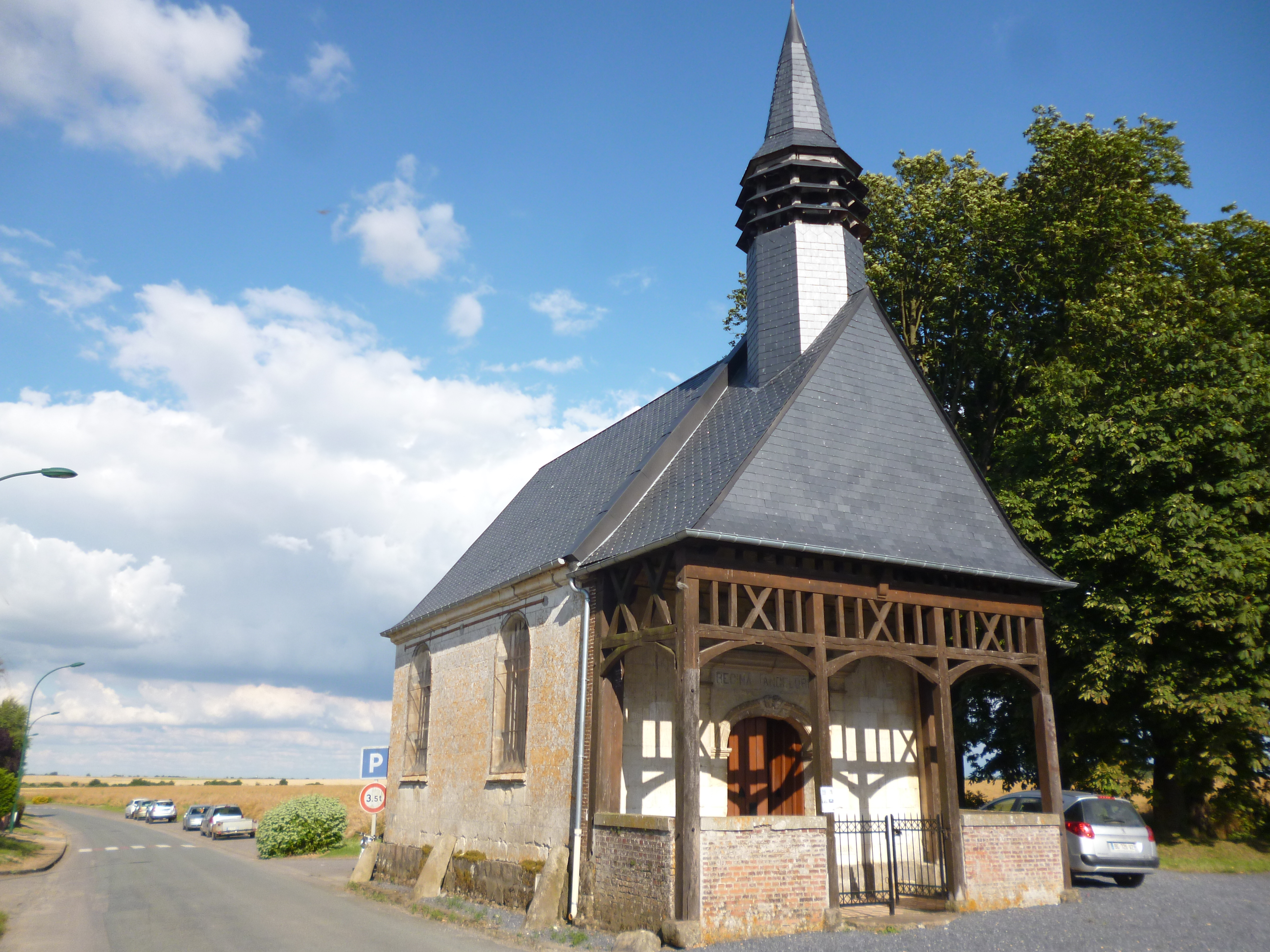
Kapelle Notre-Dame-de-Bon-Secours
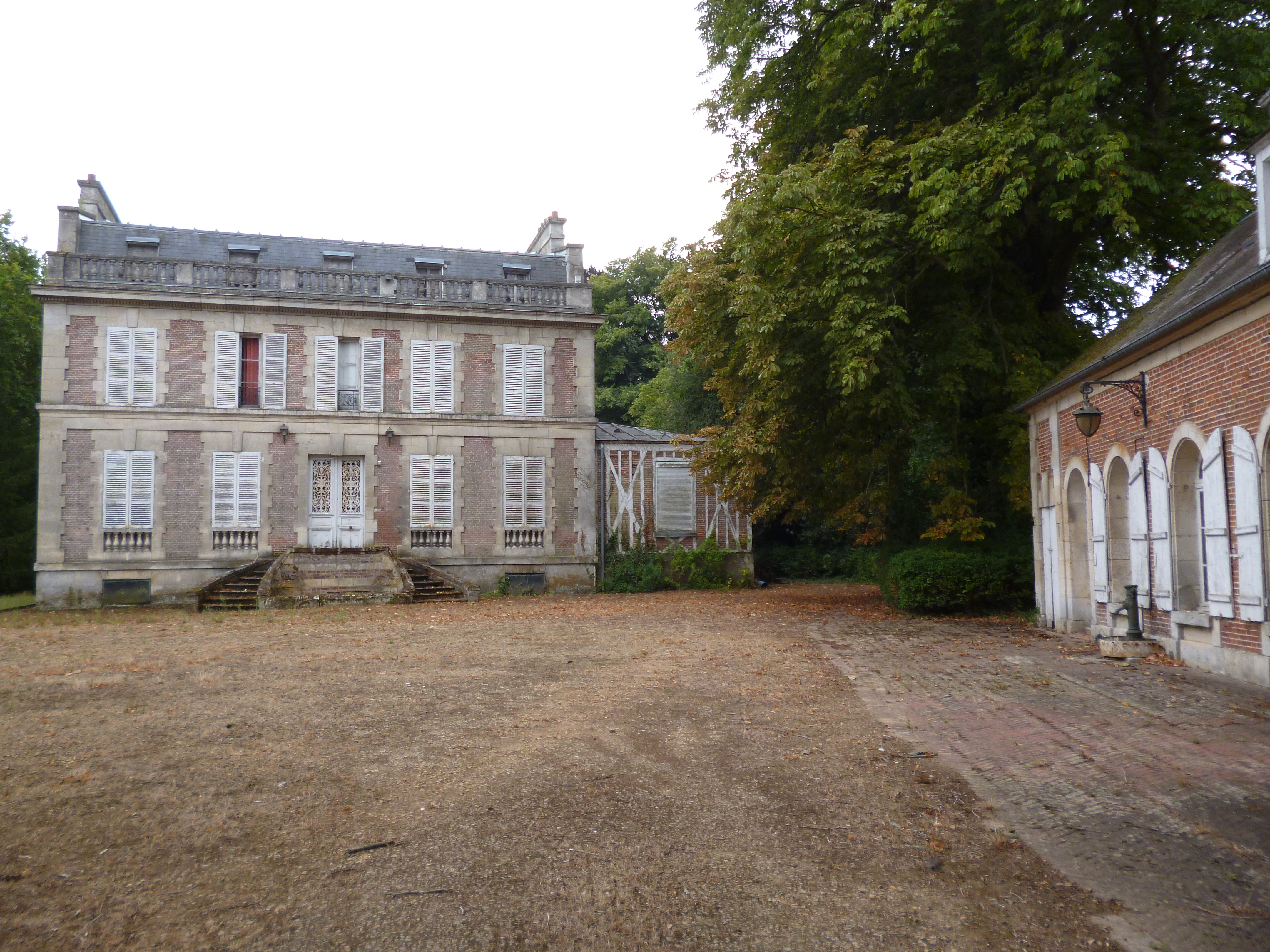
Schloss Gannes
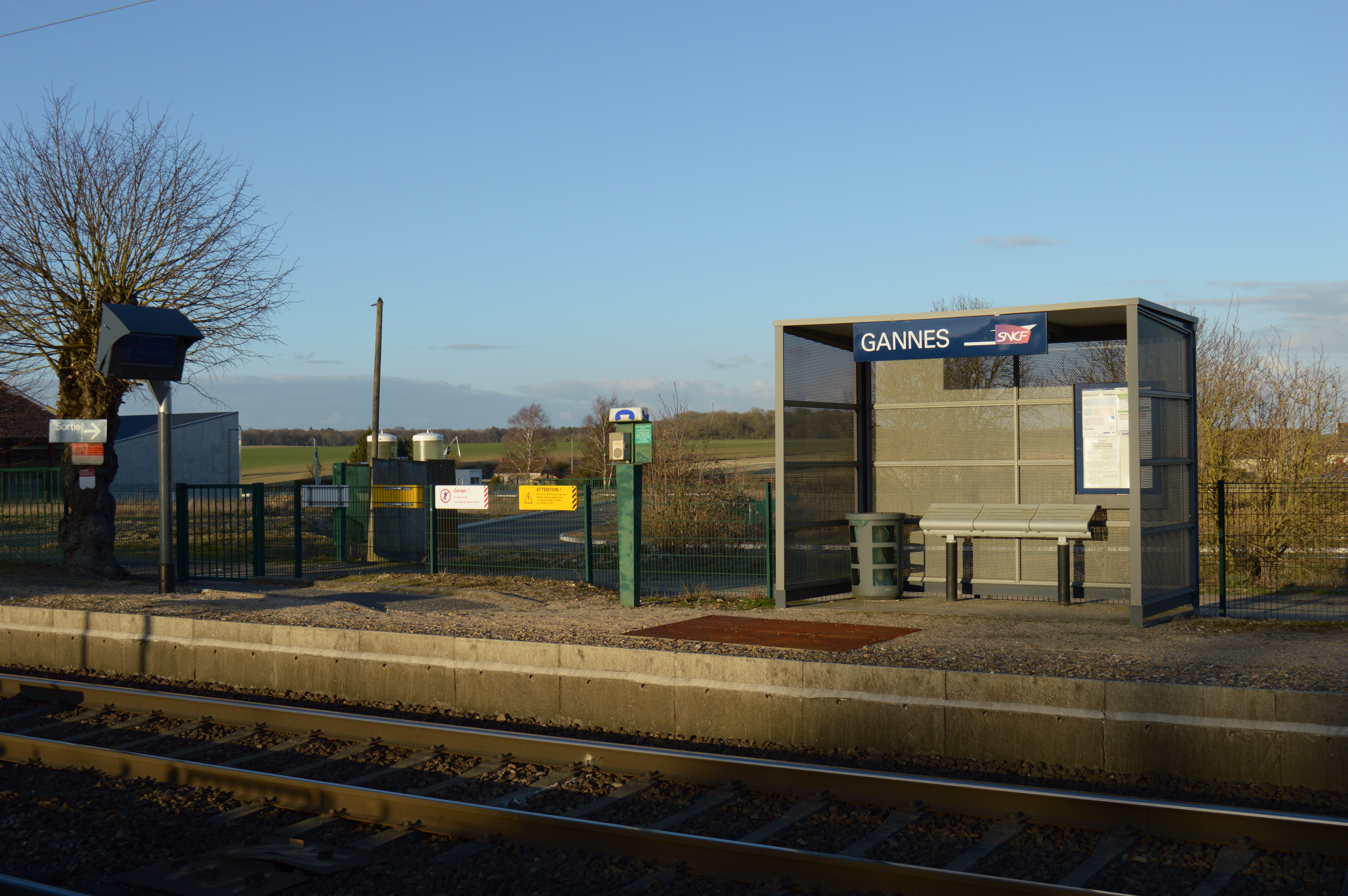
Bahnhaltepunkt Gannes im Ortsteil Tournay
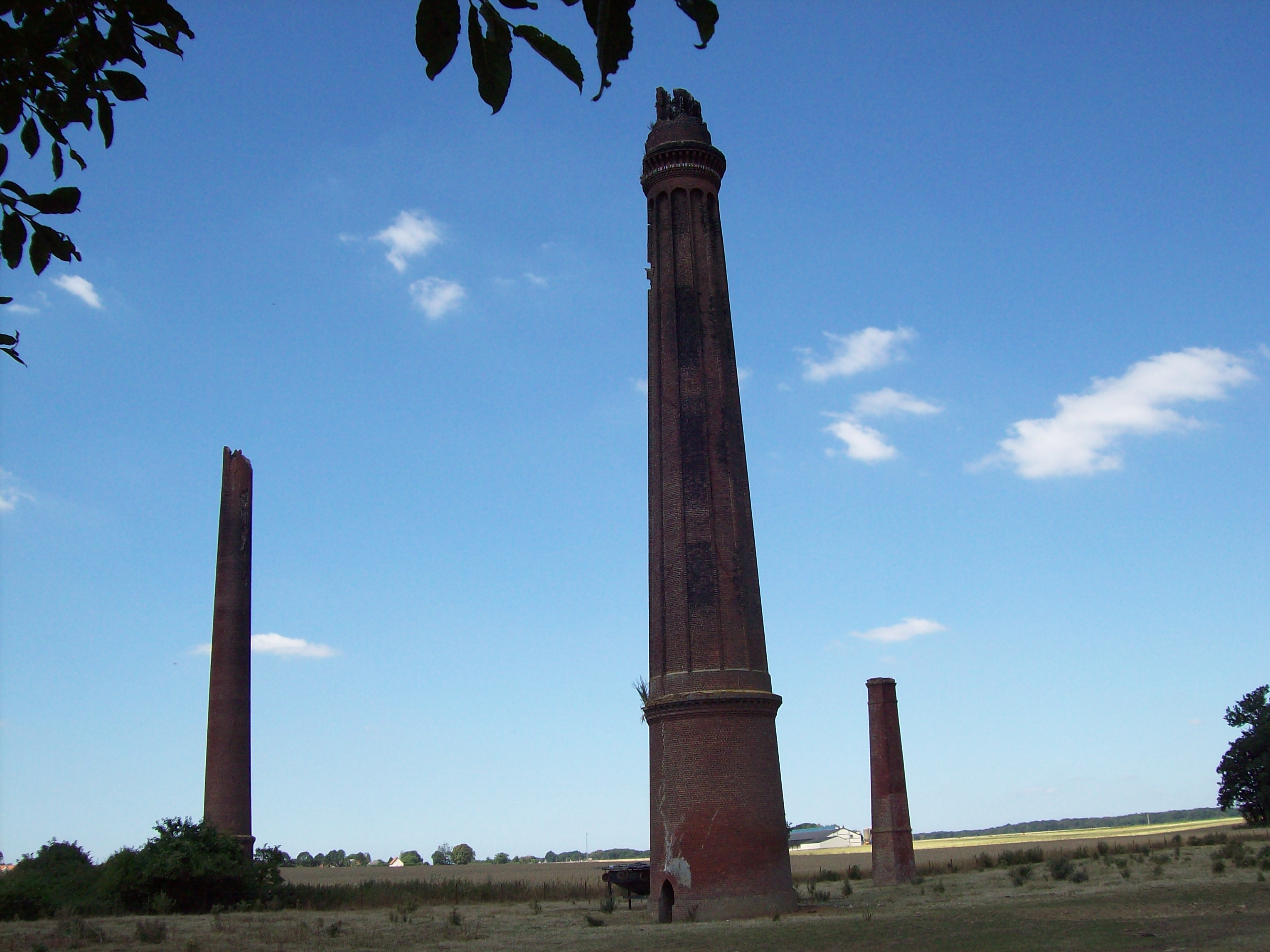
Verfallene Schornsteine
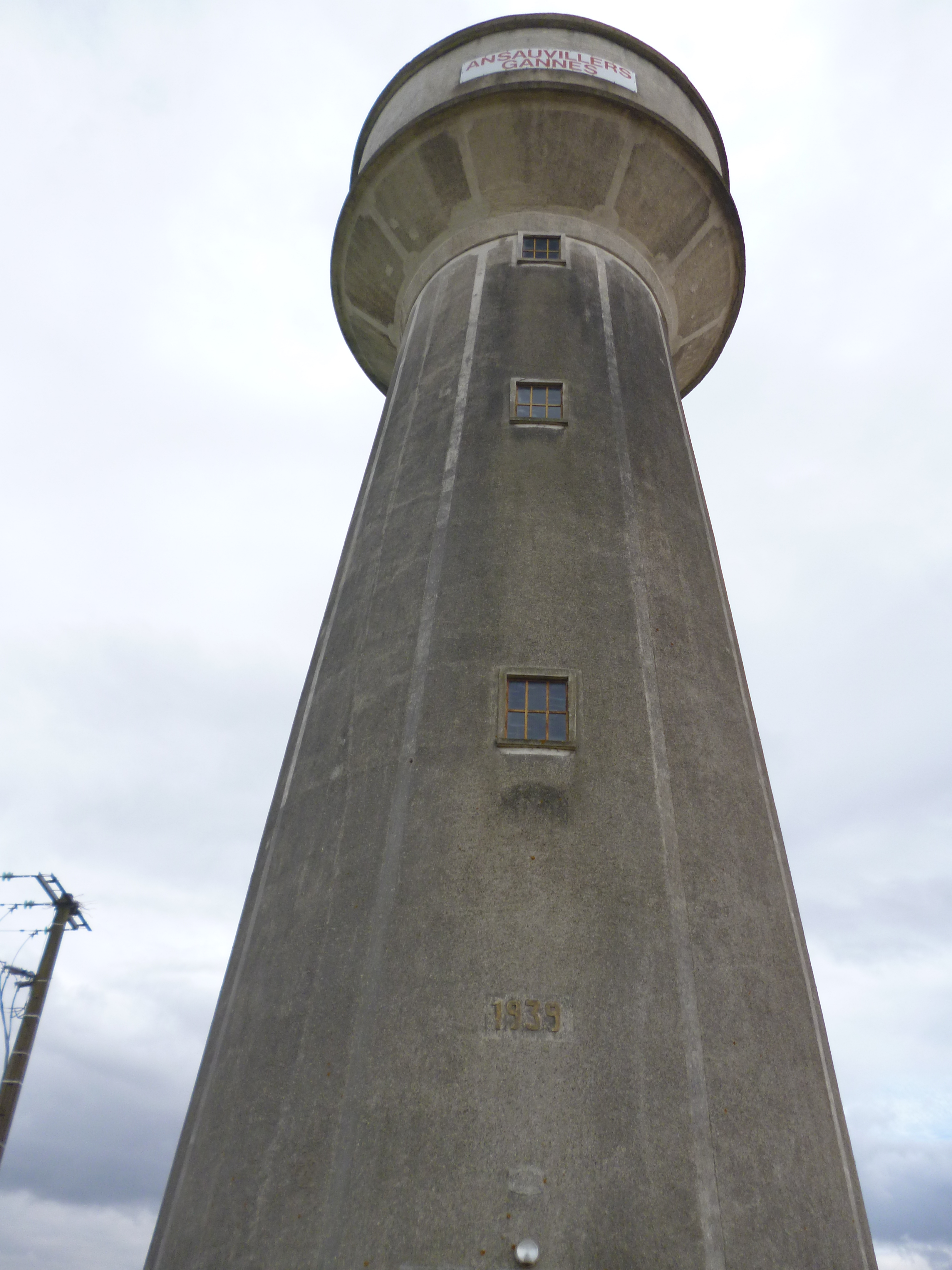
Wasserturm
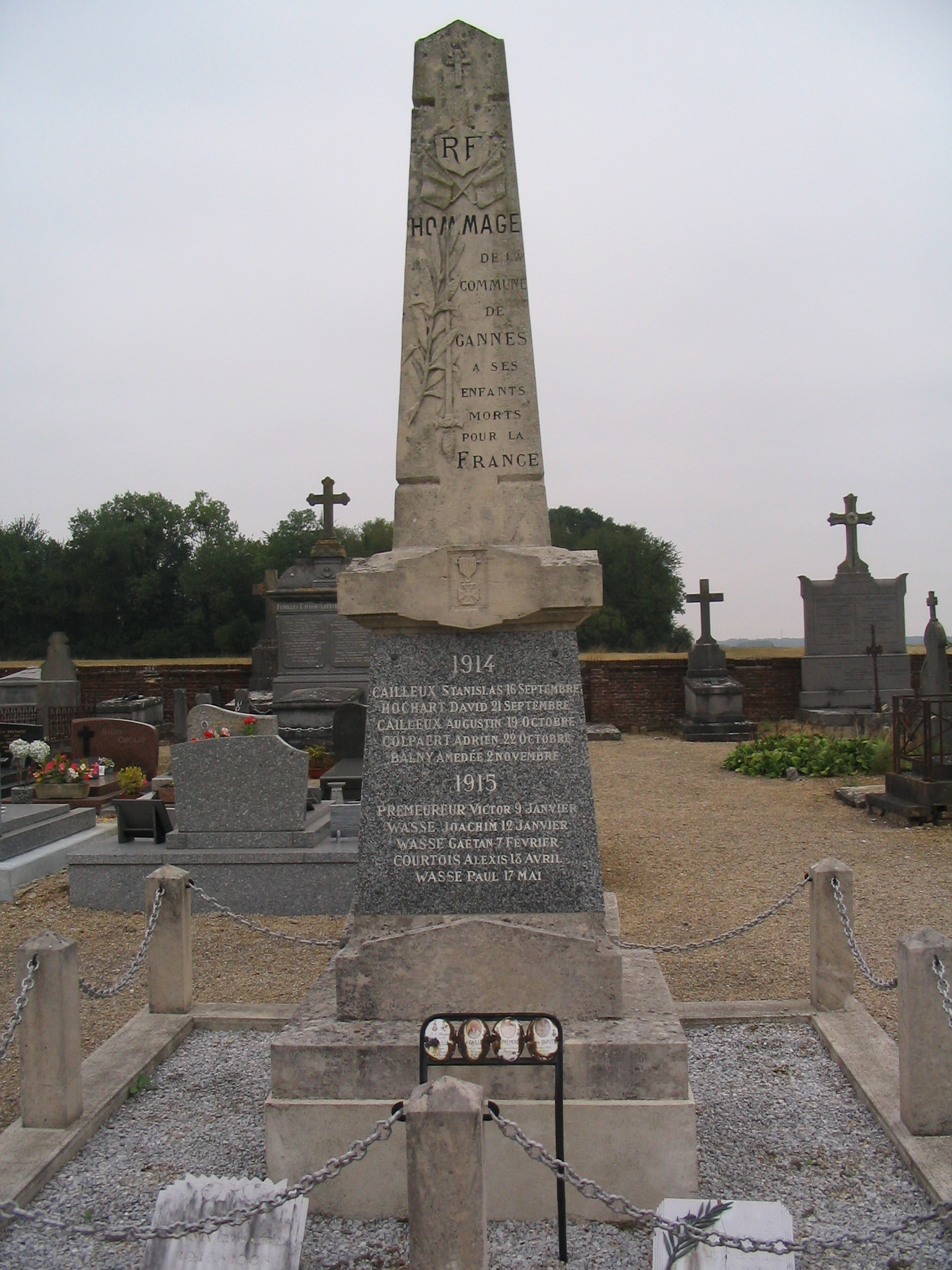
Gefallenendenkmal